# Maroskarna
Maroskarna (1910-ig Karna, románul: Blandiana, 1920-ig Cârna) falu Romániában, Erdélyben, Fehér megyében.

## Fekvése
Az Erdélyi-érchegység lábánál, a Maros jobb partján, Gyulafehérvártól 20 km-re délnyugatra fekszik.

## Nevének eredete
Neve a román (nőnemű) cârna (am. tömpe, csorba) melléknévből való és eredetileg nyilván hegyrajzi objektumot jelölt. 1733-ban Kerna, 1750-ben Korna, 1760–1762-ben Kirna, 1808-ban Karna néven írták össze. Köznévi jelentése miatt 20. század eleji lakossága ezt már kellemetlennek érezte. 1919-ben vagy 1920-ban Nistor Grecu jegyző ötlete nyomán változtatták meg nevét egy, a Tabula Peutingerianán talált és valaha a mai falu közelében fekvő római településére, amely a „szelíd” jelentésű latin blandus szóból származik.

## Története
A település fontos régészeti lelőhely. A tiszapolgári kultúrához tartozó leleteket, római mansiót és Mithrász-templomot, hun típusú korsókat, jelentős 9–10. századi dunai bolgár temetőt és korai magyar temetőt tártak fel.
Első említésekor, 1733-ban a gyulafehérvári püspökség alvinci uradalmához tartozó román jobbágyfalu volt, 48 családdal, két egyesült és egy nem egyesült pappal. A későbbi összeírások közül érdekes az 1818-as, amelyben 33 családját mint jobbágyot, 29-et mint „hajóst” (tutajost) tüntették fel.
1784 november elején lakói felgyújtották a püspökség kocsmáját, ahol panaszaik szerint vizezett bort mértek. Ezután részt vettek az alvinci majorságok és nemesi udvarok felprédálásában. A rablott holmit egy tutajon szállították a faluba. A katonaság közbelépése után a hónap közepén azonban kiadták a „felbujtókat” és ígéretet tettek az okozott károk jóvátételére. Kérték a hadiadó és a természetbeni juttatások mérséklését és a határukhoz tartozó erdők használati jogának rendezését.
A görögkatolikus gyülekezet sokáig csupán pár családot számlált és csak 1867-re nőtt meg annyira a számuk, hogy templomot tudtak építeni.
1918-ban határának erdői továbbra is a gyulafehérvári püspökséghez, a rétek az alvinci Glück-uradalomhoz tartoztak.

## Népessége
- 1850-ben 776 lakosából 763 fő volt román nemzetiségű és 10 cigány etnikumú. A népességből 753 fő ortodox és 22 görögkatolikus vallású volt.
- 2002-ben 696 lakosából 683 volt román és 10 cigány nemzetiségű; 678 ortodox vallású.

## Látnivalók
- Faerkélyes tornyú ortodox kőtemploma 1890-ben egy korábbi, 1768-ból való templom helyén épült.

## Híres emberek
- A falu nevét vette föl írói neveként Ana Blandiana költő, akinek anyja innen származott.